# Giulia Olivieri
Giulia Olivieri (Castellammare di Stabia, 17 settembre 1987) è una calciatrice italiana, attaccante del Sant'Egidio.

## Carriera

### Club
Cresciuta nelle file del Gragnano, con cui esordisce in Serie C a soli 16 anni, passa alla sezione femminile della Juve Stabia con la quale gioca tre stagioni, vincendo anche un campionato di Serie C ed una coppa regionale.
Nella stagione 2007/08 passa alla Roma CF, con la quale vince il campionato di Serie A2 e conquista la Serie A: l'esordio con la maglia giallorossa avviene il 16 settembre 2007 (un giorno prima del suo ventesimo compleanno), e segna dopo due minuti la sua prima rete in Serie A2 (e con la Roma) sul campo del Cervia. La stagione successiva, esordisce in Serie A il 4 ottobre 2008 contro il Fiammamonza. Segna la sua prima rete in massima serie l'8 novembre 2008 sul campo del ACF Milan.
Dopo due stagioni alla Roma CF, torna al Gragnano per una stagione, con il quale conquista il 4º posto in Serie B e segnando 23 reti in 18 partite. Con il fallimento del Gragnano, passa assieme a gran parte della squadra al Real Lady Savoia, compagine di Torre Annunziata, ripartendo così dalla Serie C, dove segna 87 reti in 26 gare (record) vincendo campionato e il titolo di capocannoniere.
L'anno successivo torna a disputare la Serie A2, stavolta con la maglia del Real Marsico Calcio Femminile. Trova la prima rete (e la prima doppietta) in maglia gialloblu il 30 ottobre 2011, contro l'Acese. Il 20 ottobre 2013 segna una tripletta contro la Ludos Palermo che le consente di diventare la marcatrice marsicana più prolifica di sempre

## Statistiche

### Presenze e reti nei club
Aggiornato al 9 maggio 2015.
| Stagione            | Squadra             | Campionato          | Campionato | Campionato | Coppe nazionali | Coppe nazionali | Coppe nazionali | Altre coppe    | Altre coppe | Altre coppe | Totale | Totale |
| Stagione            | Squadra             | Comp                | Pres       | Reti       | Comp            | Pres            | Reti            | Comp           | Pres        | Reti        | Pres   | Reti   |
| ------------------- | ------------------- | ------------------- | ---------- | ---------- | --------------- | --------------- | --------------- | -------------- | ----------- | ----------- | ------ | ------ |
| 2006-2007           | Juve Stabia         | Serie B             | 22         | 15         | CI              | 6               | 5               | -              | -           | -           | 28     | 20     |
| 2007-2008           | Roma CF             | Serie A2            | 22         | 9          | CI              | 5               | 3               | -              | -           | -           | 27     | 12     |
| 2008-2009           | Roma CF             | Serie A             | 22         | 2          | CI              | 6               | 4               | -              | -           | -           | 28     | 6      |
| Totale Roma         | Totale Roma         | Totale Roma         | 44         | 11         |                 | 11              | 7               |                |             |             | 55     | 18     |
| 2009-2010           | Gragnano            | Serie B             | 18         | 23         | CI              | 1               | 0               | -              | -           | -           | 19     | 23     |
| 2010-2011           | Real Lady Savoia    | Serie C             | 23         | 87         | -               | -               | -               | Coppa Campania | 5           | 5           | 31     | 92     |
| 2011-2012           | Real Marsico        | Serie A2            | 20         | 17         | CI              | 2               | 1               | -              | -           | -           | 22     | 18     |
| 2012-2013           | Real Marsico        | Serie A2            | 20         | 15         | CI              | 2               | 1               | -              | -           | -           | 22     | 16     |
| 2013-2014           | Real Marsico        | Serie B             | 21         | 20         | CI              | 2               | 0               | -              | -           | -           | 10     | 12     |
| Totale Real Marsico | Totale Real Marsico | Totale Real Marsico | 61         | 52         |                 | 6               | 2               |                | -           | -           | 67     | 54     |
| 2014-2015           | Pink Sport Time     | Serie A             | 14         | 1          | CI              | 4               | 1               | -              | -           | -           | 18     | 2      |
| Totale carriera     | Totale carriera     | Totale carriera     | 182        | 191        |                 | 28              | 15              |                | 5           | 5           | 215    | 211    |

## Palmarès

### Club
- Campionato italiano di Serie A2: 1

Roma: 2007-2008
- Serie C (calcio femminile): 2

Juve Stabia: 2006-2007
Real Lady Savoia: 2010-2011
- Coppa Campania: 1

Juve Stabia: 2006-2007

### Individuale
- Capocannoniere della Serie C: 1

REAL LADY SAVOIA: Serie C 2010-2011 (87 gol)